# Coupe d'Europe des nations d'athlétisme en salle 2006
La 3e édition de Coupe d'Europe des nations d'athlétisme en salle s'est déroulée le 5 mars 2006 à Liévin, en France. La compétition est organisée sous l'égide de l'Association européenne d'athlétisme.
La France et la Russie conservent leurs titres acquis en 2004, en remportant respectivement la compétition masculine et féminine.

## Résultats

### Hommes
| Épreuve                           | Or                                                                             | Argent                                                                        | Bronze                                                                           |
| --------------------------------- | ------------------------------------------------------------------------------ | ----------------------------------------------------------------------------- | -------------------------------------------------------------------------------- |
| 60 mètres                         | Ronald Pognon 6 s 65                                                           | Anatoliy Dovhal 6 s 70                                                        | Dariusz Kuć 6 s 73                                                               |
| 400 mètres                        | Daniel Dabrowski 46 s 62                                                       | Ruwen Faller 46 s 89                                                          | Aleksey Rachkovskiy 47 s 01                                                      |
| 800 mètres                        | Juan de Dios Jurado 1 min 49 s 50                                              | Maurizio Bobbato 1 min 50 s 05                                                | René Herms 1 min 50 s 06                                                         |
| 1 500 mètres                      | Sergio Gallardo 3 min 49 s 77                                                  | Guillaume Éraud 3 min 50 s 66                                                 | Vasiliy Tsikalo 3 min 50 s 74                                                    |
| 3 000 mètres                      | Jan Fitschen 7 min 58 s 08                                                     | Badre Dine Zioini 8 min 03 s 63                                               | Francisco Javier Alves 8 min 04 s 78                                             |
| 60 m haies                        | Ladji Doucouré 7 s 62                                                          | Mike Fenner 7 s 69                                                            | Olli Talsi 7 s 74                                                                |
| Relais 2000 m (800/600/400/200 m) | Russie Yuriy Koldin Dmitriy Bogdanov Aleksandr Usov Ivan Teplykh 4 min 15 s 93 | France Romain Maquin Kévin Hautcœur Brice Panel Idrissa M'Barke 4 min 16 s 20 | Allemagne Moritz Waldmann Steffen Co Florian Seitz Sebastian Ernst 4 min 17 s 39 |
| Saut en hauteur                   | Ivan Ukhov 2,26 m                                                              | Andrea Bettinelli 2,26 m                                                      | Javier Bermejo 2,26 m                                                            |
| Saut en longueur                  | Olexiy Lukashevych 7,88 m                                                      | Salim Sdiri 7,85 m                                                            | Peter Rapp 7,82 m                                                                |
| Lancer du poids                   | Tomasz Majewski 20,60 m                                                        | Ralf Bartels 20,59 m                                                          | Manuel Martínez 20,09 m                                                          |

### Femmes
| Épreuve                           | Or                                                                                      | Argent                                                                                        | Bronze                                                                                    |
| --------------------------------- | --------------------------------------------------------------------------------------- | --------------------------------------------------------------------------------------------- | ----------------------------------------------------------------------------------------- |
| 60 mètres                         | Christine Arron 7 s 16                                                                  | Olga Khalandyreva 7 s 29                                                                      | Angela Moroşanu 7 s 32                                                                    |
| 400 mètres                        | Tatyana Veshkurova 51 s 67                                                              | Monika Bejnar 52 s 45                                                                         | Claudia Hoffmann 52 s 69                                                                  |
| 800 mètres                        | Maria Cioncan 2 min 02 s 21                                                             | Ewelina Setowska 2 min 02 s 58                                                                | Svetlana Cherkasova 2 min 02 s 78                                                         |
| 1 500 mètres                      | Olga Komyagina 4 min 10 s 23                                                            | Anna Jakubczak 4 min 13 s 23                                                                  | Nataliya Tobias 4 min 15 s 39                                                             |
| 3 000 mètres                      | Yekaterina Volkova 8 min 59 s 70                                                        | Antje Möldner 9 min 01 s 07                                                                   | Tetyana Holovchenko 9 min 04 s 88                                                         |
| 60 m haies                        | Susanna Kallur 7 s 95                                                                   | Glory Alozie 7 s 99                                                                           | Aurelia Trywianska 8 s 00                                                                 |
| Relais 2000 m (800/600/400/200 m) | Russie Irina Vashentseva Mariya Dryakhlova Tatyana Firova Natalya Ivanova 4 min 47 s 48 | Roumanie Mihaela Neacsu Iuliana Popescu Angela Moroşanu Ionela Târlea-Manolache 4 min 49 s 96 | Pologne Lidia Chojecka Malgorzata Pskit Marta Chrust-Rozej Grazyna Prokopek 4 min 50 s 96 |
| Saut à la perche                  | Anna Rogowska 4,80 m                                                                    | Tatyana Polnova 4,50 m                                                                        | Martina Strutz 4,40 m                                                                     |
| Triple saut                       | Oksana Rogova 14,08 m                                                                   | Mariana Solomon 14,04 m                                                                       | Theresa N'Zola 13,97 m                                                                    |

## Par équipes
| Rang  | Pays  | Total points | Or | Argent | Bronze | Total médailles |
| ----- | ----- | ------------ | -- | ------ | ------ | --------------- |
| 1     | FRA   | 59           | 2  | 4      | 0      | 6               |
| 2     | GER   | 54           | 1  | 3      | 3      | 7               |
| 3     | ESP   | 50           | 2  | 0      | 3      | 5               |
| 4     | POL   | 50           | 2  | 0      | 1      | 3               |
| 5     | UKR   | 47           | 1  | 1      | 2      | 4               |
| 6     | RUS   | 41           | 2  | 0      | 0      | 2               |
| 7     | ITA   | 38           | 0  | 2      | 0      | 2               |
| 8     | FIN   | 27           | 0  | 0      | 1      | 1               |
| Total | Total | Total        | 10 | 10     | 10     | 30              |

| Rang  | Pays  | Total points | Or | Argent | Bronze | Total médailles |
| ----- | ----- | ------------ | -- | ------ | ------ | --------------- |
| 1     | RUS   | 69           | 5  | 2      | 1      | 8               |
| 2     | POL   | 53           | 1  | 3      | 2      | 6               |
| 3     | ROM   | 46           | 1  | 2      | 1      | 4               |
| 4     | FRA   | 41           | 1  | 0      | 1      | 2               |
| 5     | GER   | 38           | 0  | 1      | 2      | 3               |
| 6     | ESP   | 32           | 0  | 1      | 0      | 1               |
| 7     | UKR   | 29           | 0  | 0      | 2      | 2               |
| 8     | SWE   | 22           | 1  | 0      | 0      | 1               |
| Total | Total | Total        | 9  | 9      | 9      | 27              |